# École hôtelière de Nice
 (décembre 2024).
Lycée hôtelier et de tourisme Paul-Augier
L'Ecole Hôtelière de Nice, connue aujourd'hui sous le nom de Lycée Régional Hôtelier et de Tourisme Jeanne et Paul Augier, est un établissement français d'enseignement professionnel situé dans le quartier de l'Arénas, boulevard René Cassin, en face de l'aéroport de Nice-Côte d'Azur.
Créée en 1914, elle est l'un des plus anciens établissements d'enseignement professionnel de l'hôtellerie créé en France.

## Historique

### École Hôtelière

#### Villa Guiglia
À la suite de l'arrêté du 4 mars 1914 du Ministère du Commerce, de l'Industrie et des Postes et Télégraphes, est créée l'« École pratique de commerce et d'industrie hôtelière » à Nice. Il s'agit du cinquième établissement d'enseignement hôtelier créé en France. Initialement imaginé au quai des ponchettes, le projet de construction de l'École est abandonné en raison du déclenchement de la Première Guerre mondiale. L'établissement est finalement inauguré le 3 février 1916 à la villa Guiglia à la suite de l’École féminine hôtelière, (l'édifice deviendra le Centre universitaire méditerranéen) au niveau du numéro 65 de la promenade des Anglais,. Les inscriptions sont ouvertes aux garçons, au bureau de l'instruction publique de la mairie de Nice, le Ministère du Commerce et de l'Industrie accordant des bourses d'internat.
En 1921, le député des Alpes-Maritimes Léon Baréty dépose une proposition de loi afin que l'école hôtelière de Nice soit transformée en école nationale professionnelle. L'accroissement des effectifs et le développement d'enseignements spécialisés obligent à chercher un nouveau site en 1926, l'école ne pouvant pas être agrandie sur la promenade des Anglais,. Dans les années 1930, l'école hôtelière de Nice déménage pour de nouveaux locaux.

#### Rue de France
En avril 1931, le ministre de l'Instruction publique Marius Roustan pose la première pierre d'un nouvel établissement, situé au 144 de la rue de France, à proximité des grands hôtels de la Promenade des Anglais et du boulevard Victor Hugo où se rendent les élèves stagiaires. La nouvelle école hôtelière de Nice ouvre en 1932. À partir de 1937, les cours d'économie touristique s'articulent autour des cours de géographie du tourisme et d'histoire régionale.
En 2014, une sculpture en aluminium réalisée par Patrick Poupeau est installée au 144 rue de France en souvenir de l'établissement hôtelier.

#### Arénas
En 1993, l'école s'installe au cœur du quartier d'affaires de l'Arénas de Nice, en face de l'aéroport de Nice-Côte d'Azur à la fin de la Promenade des Anglais. Conçu comme un paquebot de verre et de béton, et haut de six étages, l'établissement comprend trente-cinq salles de classe, onze cuisines et quatre pâtisseries, trois restaurants, huit chambres d'application, ainsi qu'un ensemble de salles ou locaux spécialisés (outil de travail de pointe avec un laboratoire d'analyse sensorielle et des salles informatiques équipées pour la section Tourisme (Amadeus, Sabre,...)), et un internat de cent cinquante-quatre lits. Le coût de la construction du lycée est de 193,6 millions de francs pour avoir une superficie de 23 000 m2, soit plus du double de l'ancienne école de la rue de France. Les équipements haut de gamme comme des feux nus traditionnels, plaques coups de feu, à gaz ou électriques, plaques vitrocéramiques à foyers radiants, à induction ou thermiques, fours mixtes, cuiseurs à vapeur en cuisine, représentent à eux seuls une dépense de 20 millions de francs. Il est considéré comme l'un des établissements scolaires spécialisés les plus modernes d'Europe.
En 2002, elle est labellisée « Lycée des Métiers » et renommée en hommage au célèbre propriétaire de l'hôtel Negresco Paul Augier. Elle fête son centenaire en 2014, pour lequel pas moins de 700 anciens élèves ont été réunis, et de nombreuses manifestations festives ont été organisées.
À la fin des années 2010, la région Provence-Alpes-Côte d'Azur vote un investissement de 35 millions d'euros pour rénover son site,,. Le 26 janvier 2018, le ministre de l'Éducation nationale Jean-Michel Blanquer visite le lycée hôtelier et de tourisme Paul Augier, notamment les cuisines du restaurant d'application.
En septembre 2022, après 3,5 années de travaux, a eu lieu l'inauguration de la réhabilitation totale des 24 000m2 de l'établissement et de l'extension du Lycée des métiers de l'Hôtellerie et du Tourisme Paul Augier de Nice (nouvelles salles de classe et de sport, de nouvelles cuisines, rooftop et bar lounge, dernières technologies en matière d’équipement de cuisine, d’hébergement, d’enseignement,...),,. La même année, le lycée est renommé "Lycée Régional Hôtelier Jeanne et Paul Augier".
Selon L'Etudiant, le Lycée hôtelier et de tourisme Paul Augier est considéré comme un très bon lycée (A) avec une note de 16,2/20 dans son classement des lycées série hôtellerie 2021, son taux de réussite au baccalauréat est de 100 %, comme en 2019, année pendant laquelle le taux de mention était de 77 %. En 2021, le taux de réussite au bac techno a été de 98 % avec une valeur ajoutée de +2 et le taux de mentions de 77 % avec une valeur ajoutée de +12 (l'indicateur valeur ajoutée signifie que le résultat est supérieur à ce qui peut être attendu en fonction de la sociologie des élèves).

### Restaurants d'application
À la Villa Guiglia, l'école hôtelière de Nice n'est pourvue que d'un salon de thé d'application qui est parfois utilisé parfois en tant que salle des fêtes.
Le nouveau bâtiment, ouvert au 144, rue de France en 1932, est construit pour être adaptée aux besoins de fonctionnement d'une École hôtelière plus adaptée : il possède un véritable restaurant d'application à partir de 1937. Lorsque l'école est intégrée au sein de l'Éducation nationale et devient une école d'État en 1960, elle est dotée d'un restaurant d'application ouvert à la clientèle et de six chambres d'hôtel. Ce dispositif est complété à la rentrée 1964 par une cuisine collective moderne pour alimenter la cantine scolaire en mode libre-service. Le restaurant des élèves et des professeurs est, quant à lui, alimenté par une cuisine pédagogique modèle comprenant dix fourneaux individuels[réf. nécessaire].
Le nouvel établissement de l'Arénas possède, fait unique en France, trois restaurants d'application qui, avec leurs cuisines, s’étalent sur trois niveaux différents et servent jusqu'à 150 couverts :
- Au 3ème étage, le restaurant de type bistrot "Les Galets". Le service y est assuré par les élèves de seconde. Il était auparavant nommé "Le Bistrot".
- Au 4ème étage, le restaurant de type brasserie "La Prom'". Le service y est assuré par les élèves de première. Son ancien nom était "La Capelina".
- Au 5ème étage, le restaurant gastronomique "La Rotonde". Les élèves de terminale et de BTS y assurent le service. Auparavant, ce restaurant se nommait "Le Baie des Anges".

En plus de ces trois restaurants d'application, le lycée possède aussi:
- Un bar rooftop nommé "Le Nissart", situé au 6ème étage.
- "La Boutique de Jeanne", au rez-de-chaussée, proposant des ventes à emporter.

Pensés et conçus en fonction du niveau de formation des élèves et des besoins des clientèles du quartier de l'Arénas, les trois restaurants d'application font partie de la rénovation globale du bâtiment qui s'est terminée en 2022. Depuis, 1 000 m2 de nouvelles cuisines pédagogiques, suspendues entre les deux bâtiments nord et sud, avec un style de cuisine ouverte,, sont venues compléter les équipements professionnels du lycée.

### Formations proposées et internat

#### Évolution des formations
Avant 1916, sans structure scolaire hôtelière, la formation se fait sur le tas avec un apprentissage traditionnel en cuisine, en salle ou à l’hôtel, avec l’appui, entre autres de la Fraternelle des cuisiniers de Nice et du littoral,,.
À la Villa Guiglia (1916-1932) puis au 144, rue de France (1932-1960), la scolarité se déroule sur trois années et débouche sur un Certificat puis un Brevet d’Enseignement de la pratique hôtelière,.
En 1937, la formation conduisant au Brevet de technicien supérieur - Tourisme est ouverte et, en 1952, l’École délivre le Brevet de Technicien Hôtelier, nouvellement créé.
L’École offre un ensemble de formations menant aux diplômes nationaux : CAP, BEP de l’Hôtellerie-Restauration, Brevet de Technicien de l’Hôtellerie, Brevet de technicien supérieur - Tourisme sous la responsabilité d'André Payan puis Brevet de Technicien du Tourisme et Brevet de Technicien Supérieur hôtelier en 1980 (première formation hôtelière en enseignement supérieur).
Le lycée d'hôtellerie et de tourisme propose la formation menant à la Licence professionnelle de « Guide conférencier » en partenariat avec la faculté de Lettres, Arts et Sciences humaines de l’Université Nice-Sophia-Antipolis. Il a développé dans les années 1980 le DESS Management des Arts culinaires puis celui en Gestion et Aménagements Touristiques et Hôteliers (GATH) et dans les années 1990, la Licence « Art et techniques de l'Hôtellerie de luxe » en collaboration avec l'Institut d'administration des entreprises de Nice. En 1992, le baccalauréat hôtellerie, premier grade universitaire, remplace le Brevet de Technicien de l’Hôtellerie et le baccalauréat professionnel Restauration, le BEP.
La création de la nouvelle École hôtelière et de tourisme Paul Augier en 1993 donne un nouvel outil à l’enseignement hôtelier niçois qui désormais développe un cursus étendu, de l’enseignement professionnel au supérieur, couvrant l'ensemble des possibilités de formation, dans le cadre du lycée technologique et professionnel, du Centre de Formation d'Apprentis des Métiers de l’Hôtellerie-Restauration (CFA) et du Groupement des établissements des Métiers du Tourisme, de l’Hôtellerie et de la Restauration de l'Académie de Nice (Greta).
Les langues enseignées dans l'établissement sont classiques (allemand, anglais, espagnol) mais comportent deux particularités : l'italien est enseigné du part la proximité avec l'Italie et les langues rares régionales occitan-niçois car le département des Alpes-Maritimes est composé à l'est du fleuve Var de l'ancien Comté de Nice et à l'ouest de la Provence orientale.
Le Lycée Régional Hôtelier Jeanne et Paul Augier est aussi le siège et l’établissement-support du Campus des Métiers et des Qualifications d’Excellence en matière de Tourisme international, d’Hôtellerie et de Restauration depuis sa fondation en 2014. Une préparation aux différents concours professionnels parrainée par Noëmie Honiat est mise en place sous la dénomination Pôle concours « Team Passion Excellence ».

#### Recrutement et internat
L’École hôtelière de Nice accueille des élèves venant de la France entière et même de pays étrangers. Un internat est nécessaire. La Villa Guiglia n'en possède pas, à l’inverse du bâtiment du 144, rue de France, où il est décrit comme « moderne » et dans lequel « les dortoirs s'ouvrent sur la baie des Anges, au sud et sur la neige des Alpes » au nord. En 1962, l'internat est modernisé et agrandi afin d’accueillir plus d'internes dont ceux des autres régions (20%) et venant de l’étranger (20%). Mais alors que l'effectif de l'école atteint 750 élèves, l’internat se transforme en salles de classe et les internes, après le dîner, élisent domicile au dortoir du lycée du Parc-Impérial. En 2020, le lycée d'hôtellerie et de tourisme Jeanne et Paul Augier accueille 1 500 élèves, provenant principalement de l’Académie de Nice. L'internat est labellisé « Internat d’excellence », propose 138 lits répartis sur quatre étages, deux étant réservés aux filles, deux aux garçons. La capacité des chambres varie de deux à trois à personnes.

### Recrutement des professeurs
Aux débuts de l'école hôtelière de Nice, de nombreux professionnels, souvent bénévoles, interviennent et des maîtres-auxiliaires, nommés par le ministère du Commerce et de l’Industrie, assurent les enseignements théoriques et pratiques (hygiène, chimie, physique, langues vivantes, sports, hôtellerie, cuisine, cave, marchandises, …). En 1916, un maître d’hôtel au Negresco dispense gratuitement un cours sur le service d’hôtels ; deux ans plus tard, Louis Léospo, directeur de l’hôtel Alhambra, se définit comme « professionnel-professeur bénévole ».
En 1929, l’enseignement technique est rattaché à l’Instruction publique, l'école acquiert ainsi une place dans le système éducatif. La pédagogie est assez théorique, car comment accroître la part des pratiques professionnelles sans « ateliers » d’application qui n’apparaissent qu'en 1937. En 1960, l’École hôtelière de Nice devient une école nationale, un lycée d'État.
S’ensuit une « normalisation » relevant du Ministère de l'Éducation Nationale sous tous les aspects : structure, mode d’organisation classique d'un lycée, - programmes, recrutement des professeurs d’enseignements général, technique et professionnel par concours - Certificat d'aptitude au professorat de lycée professionnel, Certificat d'aptitude au professorat de l'enseignement du second degré et Certificat d'aptitude au professorat de l'enseignement technique - sur la base d'un diplôme, en général universitaire, ce qui pose question pour les enseignants de disciplines professionnelles (cuisine, restauration, hébergement, sommellerie, etc.) car les formations d’enseignement supérieur universitaire n’existent pas jusqu’aux années 80.
Beaucoup d’enseignants seront auteurs de manuels scolaires et autres car l'enseignement spécifique à l'Hôtellerie-Restauration-Tourisme était à inventer (47 ouvrages ouvrages destinés à l'enseignement en Hôtellerie-Restauration-Tourisme et, souvent utilisés dans la profession, 22 ouvrages destinés à l'enseignement hors Hôtellerie-Restauration-Tourisme, 10 ouvrages destinés à la profession, 83 ouvrages relatifs aux domaines d’activés Hôtellerie-Restauration-Tourisme destinés au grand public, 16 ouvrages destinés au grand public hors domaines d’activités Hôtellerie-Restauration-Tourisme. Soit près de 180 ouvrages dans ce recensement non exhaustif).

## Personnalités notables

### Directeurs et proviseurs
De 1915 à 1959, le Comité d'établissement de l'École pratique de Commerce et d'Industrie hôtelière choisit et nomme le directeur de l'école hôtelière de Nice. À partir de 1960 et la nationalisation de l'école, le choix du proviseur relève du Ministère de l'Éducation Nationale.
| Année d'arrivée | Année de départ | Nom                |
| --------------- | --------------- | ------------------ |
| 1915            | 1916            | M. Lourtau         |
| 1916            | 1931            | Albert Pons        |
| 1931            | 1932            | M. Julians         |
| 1932            | 1934            | M. Chenivesse      |
| 1934            | 1943            | M. Lyssandre       |
| 1943            | 1959            | M. Collin          |
| 1959            | 1962            | M. Flamin          |
| 1962            | 1979            | Raymond Armisen.   |
| 1979            | 1989            | M. Bloch           |
| 1989            | 1994            | Claude Hébert      |
| 1994            | 2008            | Michel Prospéri    |
| 2008            | 2010            | Jean-Claude Gruber |
| 2010            | 2013            | Francis Kolb       |
| 2013            | 2017            | Alain Marie        |
| 2017            | 2025            | Denis Férault,     |

### Professeurs
Ci-dessous une liste non exhaustive de professeurs notables de l’école :
- André Payan
- Jean Montargard[59]

### Anciens élèves
Ci-dessous une liste non exhaustive des anciens élèves notables de l’école hôtelière de Nice :
Vainqueurs de concours nationaux et internationaux (Meilleur ouvrier de France, Meilleur sommelier du monde, Meilleur sommelier de France,...) :
- Philippe Faure-Brac, MOF Sommellerie, Meilleur sommelier du Monde
- Franck Thomas, MOF Sommellerie, Meilleur sommelier d'Europe[60]
- Noëmie Honiat, championne de France Junior de dessert en 2011, finaliste de Top Chef, présentatrice de La Meilleure Boulangerie de France

Chefs étoilés 3, 2 ou un macaron   par le Guide Michelin :
- Gérald Passedat[61]
- Julia Sedefdjian, plus jeune chef étoilée de France[62]

Autres personnalités notables :
- Jacques Faizant[63]
- Michel Hermet

## Relations internationales
Depuis sa création, la vocation internationale de l'École hôtelière de Nice a joué un rôle crucial dans son fonctionnement. L'école a été créée pour répondre aux besoins en personnel qualifié des établissements hôteliers accueillant des clientèles aristocratiques étrangères. Au-delà de la formation sur place, les stages à l'étranger constituent un enjeu important (Angleterre, États-Unis) tout comme l’accueil d'étudiants étrangers (par exemple, un élève estonien dès 1927) afin de familiariser les élèves avec le service qu’attend la clientèle cosmopolite des hôtels de la Côte d'Azur.
À partir de 1994, le proviseur Michel Prospéri engage une nouvelle dynamique en multipliant les partenariats à l'étranger.

## Associations partenaires de l’École
Le Lycée hôtelier et de Tourisme Jeanne et Paul Augier à l'Arénas a la vocation d'être la Maison de l’Hôtellerie, lieu de rencontre des organisations professionnelles et associatives.

### Associations domiciliées au Lycée Régional Hôtelier et de Tourisme Jeanne et Paul Augier
L'Association des Anciens Élèves de l'École Hôtelière et de Tourisme
Elle a été créée en 1931, par André Martin, AE, Directeur de la restauration à Nice et Enghien les bains. En 1939, il fonde la Fédération nationale des Anciens et Anciennes Élèves des Écoles Hôtelières de France, devenue Union Nationale des Anciens Élèves d’Écoles Hôtelières et, en 1957, l’Union Internationale des Anciens Élèves des Écoles Hôtelières.
Elle joue le rôle d’une amicale des anciens élèves :
- Liens intergénérationnels entre les élèves et les Anciens Élèves (conférences[70], Remise de prix aux élèves les plus méritants[réf. nécessaire], parrainage de promotion[71] par un Ancien Élève prestigieux[72]
- Aide à la recherche d’emplois et de stages (site, réseaux sociaux, stand à Agecotel, salon de l'hôtellerie-restauration[73]...)
- Défense et promotion des différents métiers de la profession et de son enseignement[73]

Cercle de la Capelina d'Or
En 1972, M. Raymond Armisen, Directeur du Lycée Hôtelier de Nice et M. André Martin, Président de l'Association des Anciens Élèves, créent le Cercle de la Capelina d'Or pour maintenir et promouvoir les traditions culinaires de la Cuisine niçoise. Pour cela, ils ont écrit un livre sur « Les recettes de la table niçoise ». A l'initiative de Mme Graglia, professeur de droit, le Cercle de la Capelina d’or a créé le Label Cuisine Nissarde,.
Centre d’Études et d’Histoire du Tourisme de la Côte d’Azur et de la Méditerranée
En 2004, Alain Callais et d'autres professeurs de l’École hôtelière, rejoints par des universitaires et des professionnels de l’Hôtellerie, ont créé le Centre d’Études et d’Histoire du Tourisme de la Côte d’Azur et de la Méditerranée dans le but d’étayer « un travail de mémoire et de valorisation du riche passé touristique de la Côte d’Azur » et d'encourager une recherche pluridisciplinaire sur cette histoire du tourisme. Pour ce faire, elle organise des colloques :
- 2007 : L’Histoire du travail dans l’hôtellerie-restauration sur la Côte d’Azur au XXe siècle
- 2010 : 250 ans de présence britannique sur la Riviera dans le cadre des 150 ans du rattachement du Comté de Nice à la France. 1860-2010.
- 2011 : Menton, une exception azuréenne ou 150 ans d’Histoire du tourisme. A Menton dans le cadre des 150 ans du rattachement de Menton à la France. 1861-2011.
- 2012 : Tradition et grandeur de l’hôtellerie de luxe sur la Côte d’Azur
- 2014 : La Côte d'Azur des 30 glorieuses
- 2019 : Riviera française et italienne : similitudes et différences[80]

L'Association des Sommeliers de Nice-Côte d’Azur-Provence
L'Association des Sommeliers de Nice-Côte d’Azur-Provence est initiée par Guy Blandin, professeur d’œnologie/sommellerie au Lycée hôtelier pour la préparation aux différents Concours de Meilleur sommelier de France et fondée en 1978 par René Cavallo et Michel Balanche, aussi professeur d’œnologie/sommellerie. Elle regroupe l’ensemble des métiers du monde du vin et des personnes intéressées par le maintien des traditions et du savoir-faire.

### Autres associations partenaires de l’École
Association française des Lycées d'hôtellerie et de tourisme (AFLYTH)
Créée en 1993 à l’initiative de Michel PROSPERI , Proviseur, elle constitue au niveau national un réseau d’établissements d’enseignement publics et privés sous contrat dispensant une formation dans les domaines de la restauration, de l’hôtellerie et du tourisme, et les entreprises intéressées œuvrant dans ces mêmes secteurs.
Association Mondiale pour la Formation Hôtelière et Touristique (AMFORHT)
En 1969, les représentants de 12 pays mandatés par l’Organisation mondiale du tourisme réunis à l’École hôtelière de Nice, sous la direction de Raymond Armisen, directeur, fondèrent l'Association mondiale pour la formation touristique (AMFORT devenue AMFORHT en incorporant l'Hôtellerie) - organisation internationale non gouvernementale (ONG) reconnue par les Nations unies - sous l’impulsion d’André Payan, professeur d'enseignement touristique.
La Fondation Escoffier
La Fondation Escoffier est née en 1959 sous la dénomination de « Fondation et Musée Auguste Escoffier » pour honorer la mémoire et le travail d'Auguste Escoffier. Membre fondateur, Raymond Armisen en devient président de 1981 à 1997 avant que Pierre Gouirand prenne sa succession. Elle est reconnue d'utilité publique en 1967.
La promotion 1970 des Élèves de l’École hôtelière porte le nom d'Auguste Escoffier, « cuisinier des rois et roi des cuisiniers », qui a écrit le Guide culinaire, « bible » encore actuelle des cuisiniers. A cette occasion, une rue du Vieux-Nice a été dénommée Calada Auguste Escoffier. La Fondation a la charge du Musée Escoffier de l'Art culinaire, l'Institut Joseph Donon (qui, avec l’École hôtelière, organise des formations de haut niveau) et « Cuisine mode d'emploi(s) », nouvelle structure de 2015 soutenue par Thierry Marx, destinée à des personnes éloignées du marché de l'emploi.
Disciples d'Escoffier International
L'Association des disciples d'Escoffier international est fondée en 1954 par Pierre Sauvan, Jean Ducroux, Charles Janon, Henri Ricottier et Joseph Mora, afin d'honorer la mémoire d’Auguste Escoffier et de promouvoir le métier de cuisinier et des métiers de bouches. Après une première tentative en 1971 sous le patronage de la Mairie de Nice, le rectorat des Alpes Maritimes et l‘École Hôtelière de Nice, elle crée en 2005 le concours international « Jeunes Talents Escoffier » destiné aux jeunes professionnels de moins de 25 ans qui est aussi ouvert aux métiers de la salle en souvenir de l'étroite collaboration entre Auguste Escoffier et César Ritz.
Fraternelle des cuisiniers de Nice et le Grand Prix International Auguste Escoffier
La Fraternelle des cuisiniers de Nice est la plus ancienne société mutuelle du département (1878) avec pour rôle d'aider au placement et à la formation tant au niveau des jeunes (apprentissage dans les entreprises « sur le tas ») que pour les adhérents plus formés (Compagnonnage). En 1953, elle crée le Grand Prix Culinaire International Auguste Escoffier dont elle est la propriétaire.